# Чемпионат Европы по современному пятиборью среди женщин 1993
III чемпионат Европы по современному пятиборью среди женщин проводился в городе Дьёр  Венгрия с 2 по 6 июня 1993 года.
Сборную команду России представляли: чемпионка мира 1984 года в командном зачёте Татьяна Чернецкая (29 лет); чемпионка мира среди юниоров, чемпионка СНГ 1992 Елизавета Суворова (18 лет) и 24-летняя Екатерина Болдина (чемпионка СССР 1988 года, победитель турнира «Супер Леди» 1993 года). Руководители команды — заслуженные мастера спорта СССР Игорь Шварц и Алексей Хапланов.

## Результаты
| Дисциплина           | Золото                                                  | Серебро                                                             | Бронза                 |
| Индивидуальный зачет | Германия · Ким Райснер                                  | Россия · Елизавета Суворова                                         | Польша · Эдита Малошиг |
| Командный зачет      | Германия · Ким Райснер · Сабина Крапф · Г. Ginsner      | Россия · Елизавета Суворова · Екатерина Болдина · Татьяна Чернецкая | Италия                 |
| Эстафета             | Польша · Дорота Идзи · Ивона Ковалевски · Эдита Малошиг | Россия                                                              | Венгрия                |